# Гантсвілл (Алабама)
Гантсвілл (англ. Huntsville) — місто (англ. city) в США, в округах Медісон, Лаймстоун і Морган штату Алабама, центр округу Медісон. Місто простягається на захід, у сусідній округ Лаймстоун.Населення — 215 006 осіб (2020).

## Історія
Місто засноване в 1805–1807 роках, назване на честь засновника Дж. Ганта. Статус міста з 1811 року (Гантсвілл став першим населеним пунктом у штаті, який отримав міський статус). Тут проходив конституційний конвент штату, в 1819 році Гантсвілл був столицею штату. Довгий час місто було центром торгівлі бавовною, кукурудзою, тютюном, центром текстильного виробництва. У 1862 році Гантсвілл був захоплений військами сіверян. Під час другої світової війни тут було зосереджене виробництво боєприпасів.

## Географія
Гантсвілл розташований за координатами 34°47′3″ пн. ш. 86°32′20″ зх. д. / 34.78417° пн. ш. 86.53889° зх. д. (34.784271, -86.538996). За даними Бюро перепису населення США в 2010 році місто мало площу 544,92 км², з яких 541,45 км² — суходіл та 3,47 км² — водойми.

### Клімат
| Клімат : Гантсвілл      | Клімат : Гантсвілл | Клімат : Гантсвілл | Клімат : Гантсвілл | Клімат : Гантсвілл | Клімат : Гантсвілл | Клімат : Гантсвілл | Клімат : Гантсвілл | Клімат : Гантсвілл | Клімат : Гантсвілл | Клімат : Гантсвілл | Клімат : Гантсвілл | Клімат : Гантсвілл | Клімат : Гантсвілл |
| Показник                | Січ.               | Лют.               | Бер.               | Квіт.              | Трав.              | Черв.              | Лип.               | Серп.              | Вер.               | Жовт.              | Лист.              | Груд.              | Рік                |
| Абсолютний максимум, °C | 26,1               | 28,3               | 32,2               | 35,0               | 37,2               | 42,2               | 43,9               | 42,2               | 42,2               | 35,6               | 28,9               | 27,2               | 43,9               |
| Середній максимум, °C   | 10,1               | 12,7               | 17,7               | 22,6               | 26,8               | 30,7               | 32,1               | 32,2               | 28,9               | 23,1               | 17,1               | 11,4               | 22,1               |
| Середня температура, °C | 5,3                | 7,6                | 11,9               | 16,6               | 21,3               | 25,4               | 27,0               | 26,7               | 23,2               | 17,1               | 11,5               | 6,6                | 16,2               |
| Середній мінімум, °C    | −0,6               | 1,5                | 5,3                | 9,6                | 14,8               | 19,1               | 20,9               | 20,3               | 16,5               | 10,1               | 5,0                | 0,9                | 10,3               |
| Абсолютний мінімум, °C  | −23,9              | −22,2              | −14,4              | −4,4               | 0,0                | 5,6                | 9,4                | 10,0               | 2,8                | −5                 | −17,2              | −19,4              | −23,9              |
| Норма опадів, мм        | 127                | 128                | 142                | 130                | 110                | 99                 | 88                 | 71                 | 75                 | 77                 | 143                | 147                | 1379               |
| Днів з опадами          | 10,7               | 10,4               | 10,6               | 10,1               | 10,2               | 10,1               | 10,5               | 8,5                | 7,5                | 7,7                | 9,4                | 10,8               | 116,4              |
| Днів зі снігом          | 0,9                | 0,6                | 0,3                | 0                  | 0                  | 0                  | 0                  | 0                  | 0                  | 0                  | 0                  | 0,4                | 2,2                |
| Вологість повітря, %    | 56.5               | 73.5               | 71.0               | 70.0               | 70.0               | 72.5               | 73.5               | 76.0               | 74.5               | 74.0               | 70.0               | 70.5               | 75.0               |
| ----------------------- | ------------------ | ------------------ | ------------------ | ------------------ | ------------------ | ------------------ | ------------------ | ------------------ | ------------------ | ------------------ | ------------------ | ------------------ | ------------------ |
| Джерело: NOAA           |                    |                    |                    |                    |                    |                    |                    |                    |                    |                    |                    |                    |                    |

## Демографія

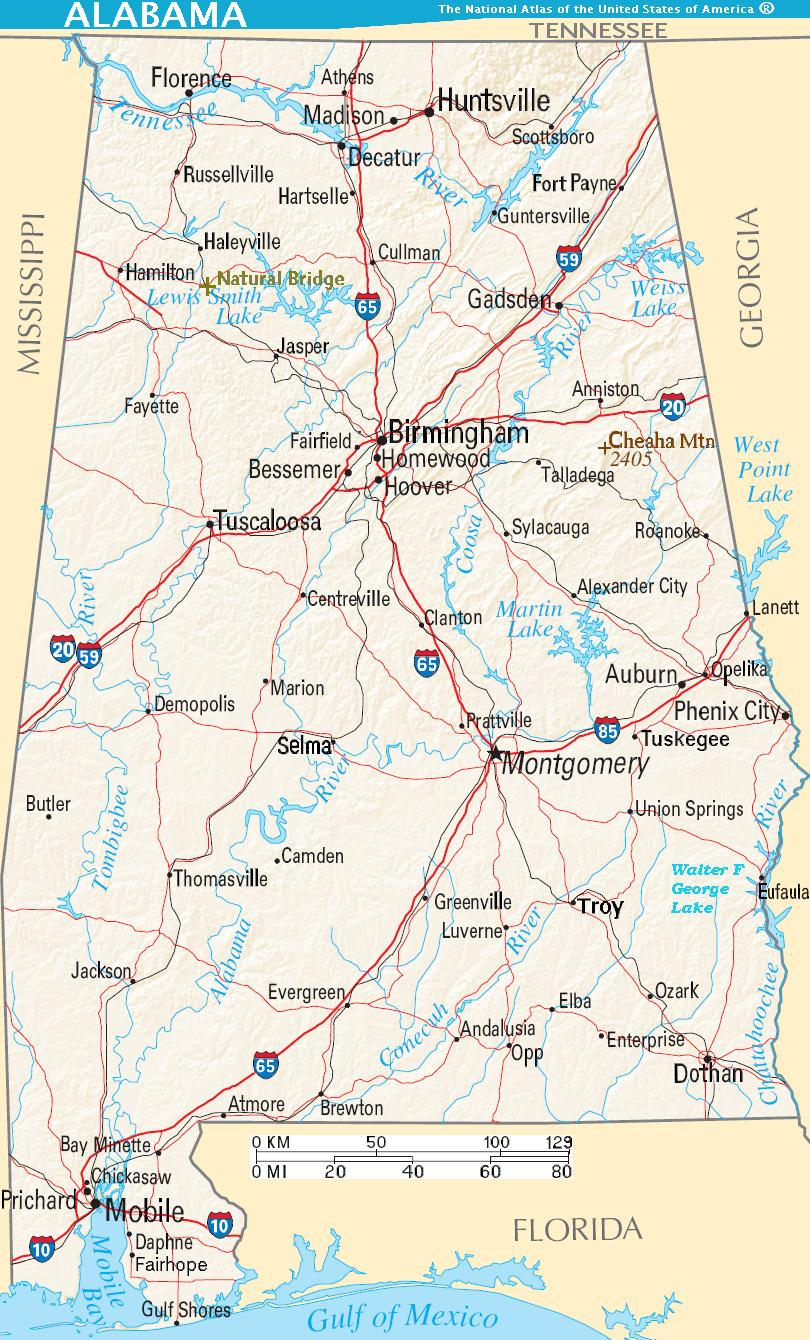

Згідно з переписом 2010 року, у місті мешкало 180 105 осіб у 77 033 домогосподарствах у складі 45 416 родин. Густота населення становила 331 особа/км². Було 84949 помешкань (156/км²).
Расовий склад населення:
| - 60,3 % — білих - 31,2 % — чорних або афроамериканців - 2,4 % — азіатів - 0,6 % — корінних американців - 0,1 % — вихідців з тихоокеанських островів - 2,9 % — осіб інших рас |

До двох чи більше рас належало 2,5 %. Частка іспаномовних становила 5,8 % від усіх жителів.
За віковим діапазоном населення розподілялося таким чином: 21,5 % — особи молодші 18 років, 64,3 % — особи у віці 18—64 років, 14,2 % — особи у віці 65 років та старші. Медіана віку мешканця становила 36,5 року. На 100 осіб жіночої статі у місті припадало 94,6 чоловіків; на 100 жінок у віці від 18 років та старших — 91,9 чоловіків також старших 18 років.
Середній дохід на одне домашнє господарство становив 71 430 доларів США (медіана — 48 775), а середній дохід на одну сім'ю — 90 136 доларів (медіана — 65 917). Медіана доходів становила 52 415 доларів для чоловіків та 35 791 долар для жінок. За межею бідності перебувало 18,2 % осіб, у тому числі 27,6 % дітей у віці до 18 років та 7,7 % осіб у віці 65 років та старших.
Цивільне працевлаштоване населення становило 86 884 особи. Основні галузі зайнятості: освіта, охорона здоров'я та соціальна допомога — 21,2 %, науковці, спеціалісти, менеджери — 17,9 %, роздрібна торгівля — 11,7 %, виробництво — 10,9 %.

## Промисловість
Ракетно-космічна промисловість (виробництво двигунів); виробництво автомобілів «Крайслер»; радіоелектроніка. Хімічна промисловість. Місто часто називають «ракетним містом США», тому що у 1949 році тут був створений військовий дослідницький ракетний центр «Редстоунський арсенал», де німецький фізик Вернер фон Браун та інші вчені займалися розробкою керованих ракет, зокрема першої американської космічної ракети-носія «Юпітер-С». Центр керування космічними польотами NASA Джорджа Маршалла (George C. Marshall Space Flight Center, 1960). Пік розвитку міста припав на 60-ті роки XX століття.

## Культура. Освіта
Університет Алабами (University of Alabama, 1820), Оуквудський коледж (Oakwood College, 1896), Сільськогосподарсько-технічний університет Алабами (Alabama Agricultural and Mechanical University, 1875).

## Відомі люди
- Джиммі Вейлз (нар. 1966) — засновник Вікіпедії.
- Кім Діккенс (нар. 1965) — американська акторка («Бійтеся ходячих мерців»).
- Майкл Браун (нар. 1965) — американський астроном, професор планетної астрономії.